# Landschaftsschutzgebiet Rethlager Bachtal

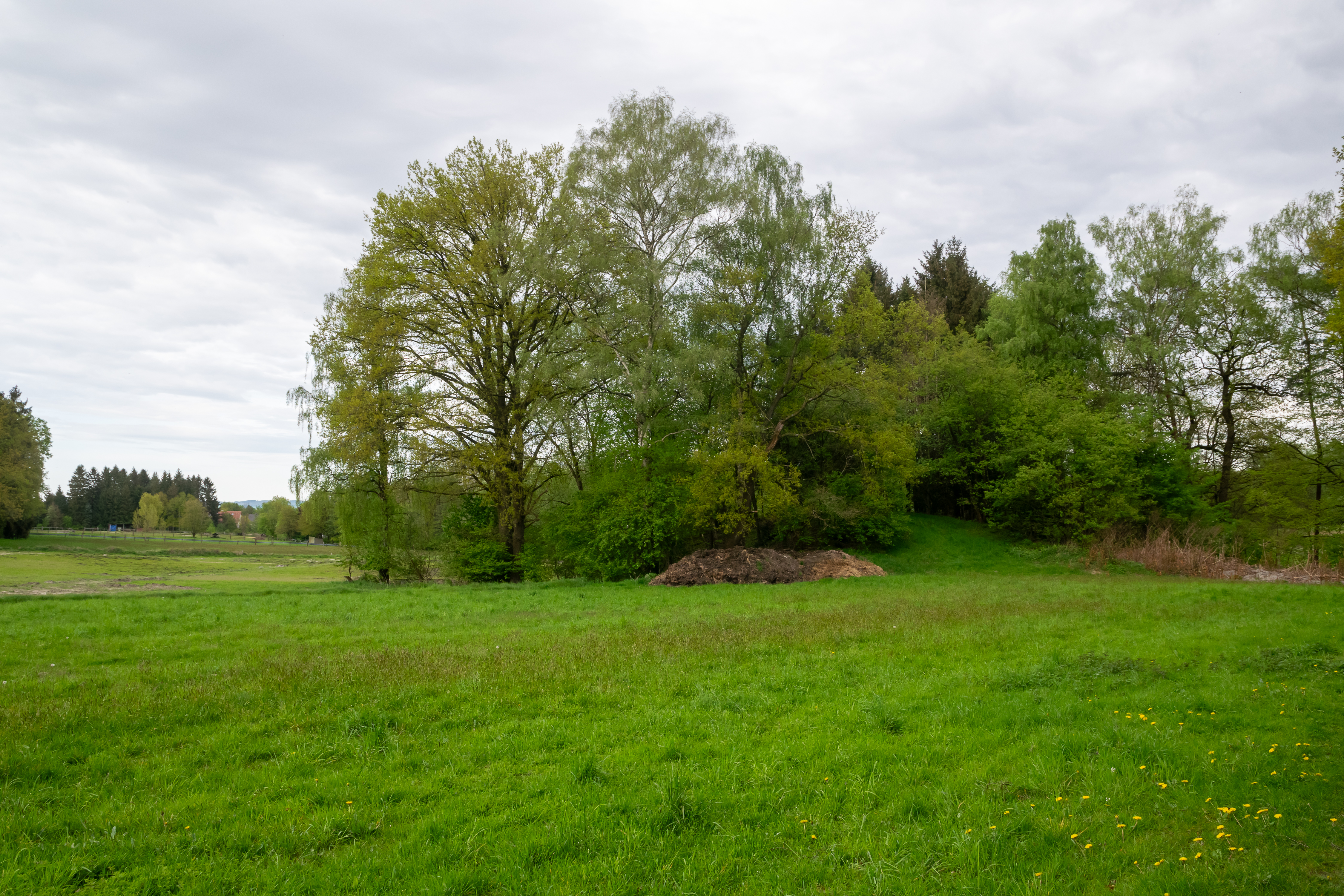
Wiese mit Ufergehölz

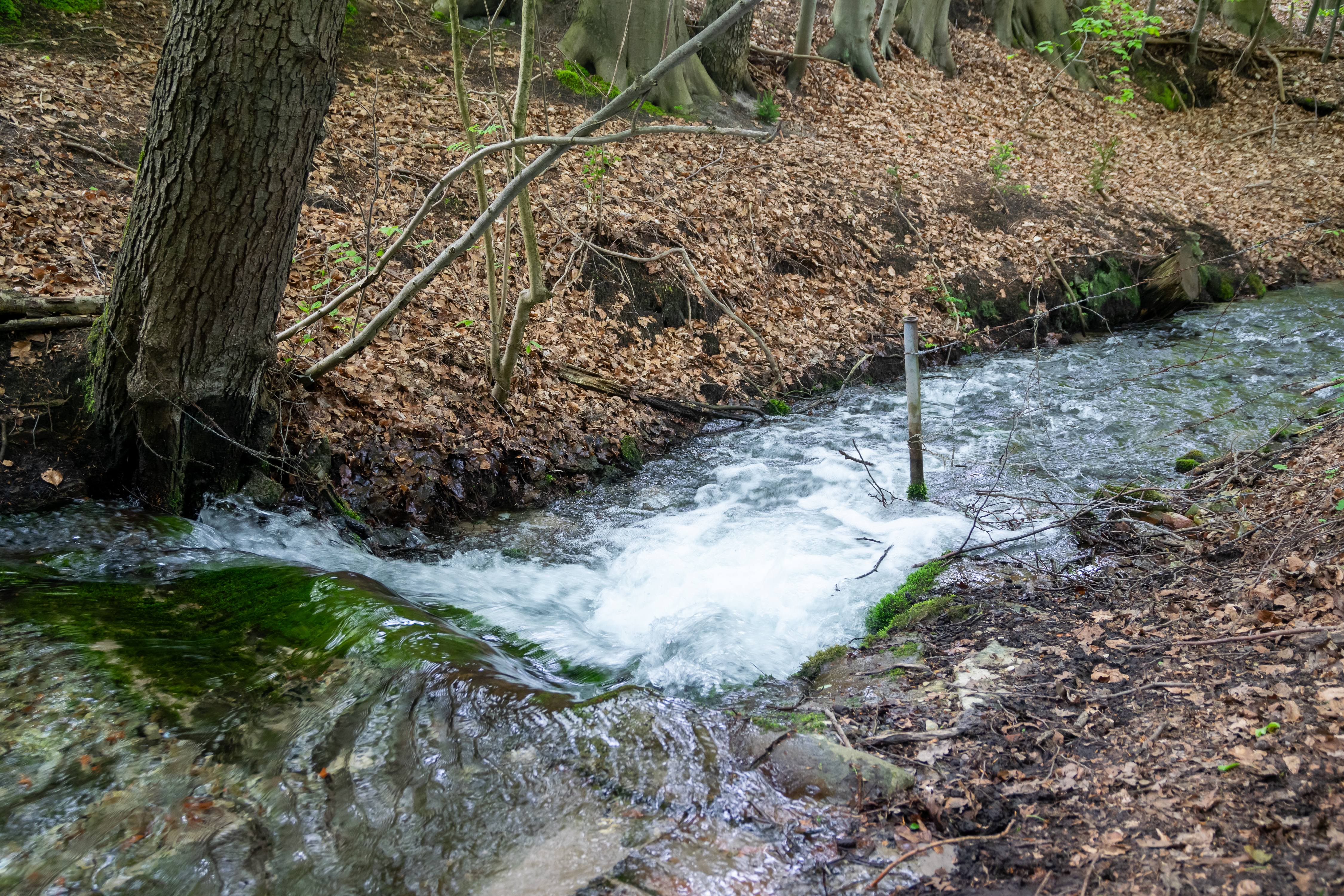
Bach als Grenze zwischen Detmold und Lage

Das Landschaftsschutzgebiet Rethlager Bachtal mit 12,2 ha Flächengröße liegt im Stadtgebiet Lage westlich von Pivitsheide V. L. Es wurde 2006 mit dem Landschaftsplan Lage durch den Kreistag des Kreises Lippe als Landschaftsschutzgebiet (LSG) ausgewiesen. Das Naturschutzgebiet Abgrabung Retlager Bach grenzt nördlich direkt an. Das LSG besteht aus zwei Teilflächen. Das Landschaftsschutzgebiet Retlager Bach grenzt im Stadtgebiet Detmold direkt an.

## Beschreibung
Das LSG umfasst den naturnahen Oberlauf des Retlager Baches (auch Rethlager Bach), der von altem Ufergehölz, teilweise auch von fragmentarischen Auwald begleitet wird. 
Der Landschaftsplan Lage führt zum Landschaftsschutzgebiet aus: „Der naturnahe Bach stellt ein Vernetzungsbiotop von regionaler Bedeutung dar und liegt innerhalb der Biotopverbundfläche der LÖBF NRW Bachauen und angrenzende Hügel zwischen Stapelage und Hiddesen. Es dient als Verbundbereich zwischen den Landschaftsräumen des Osning-Vorlandes und der Werreniederung“.

## Schutzzwecke für das LSG
Laut Landschaftsplan erfolgte die Ausweisung des LSG
- „zur Erhaltung und Wiederherstellung der Leistungsfähigkeit des Naturhaushaltes in ökologisch besonders wertvoll strukturierten Bereichen mit Wasser-, Klima- und Biotopschutzfunktionen,“
- „zur Erhaltung und Wiederherstellung von Quellbereichen und naturnahen Fließgewässern, Wald- und Grünlandbereichen unterschiedlicher Feuchtestufen, Feldgehölzen, Hecken und Obstwiesen,“
- „zur Erhaltung morphologisch ausgeprägter Bereiche zur Sicherung der landschaftlichen Eigenart und Vielfalt für die Erholung,“
- „zur Erhaltung wertvoller Biotopkomplexe aus Wald-Grünlandbereichen, Fließgewässern und Quellen sowie Biotopen nach § 62 LG mit wichtigen Refugial-, Puffer-, Trittstein- und Vernetzungsfunktionen,“
- „zur Erhaltung und Wiederherstellung wichtiger Rückzugsräume für die bedrohte Tier- und Pflanzenwelt,“
- „zur Sicherung der das Orts- und Landschaftsbild gliedernden und belebenden und die dörflichen Siedlungsstrukturen prägenden Freiraumelemente.“[1]

## Rechtliche Vorschriften
Im Landschaftsschutzgebiet ist unter anderem das Errichten von Bauten und Fischteichen verboten. Grün- und Brachland darf nicht in eine andere Nutzungsart umgewandelt oder umgebrochen werden.